# Płutowo
Płutowo [ʂɨmˈbɔrnɔ] (tiếng Đức: Plutowo) là một ngôi làng thuộc khu hành chính của Gmina Kijewo Królewskie, thuộc quận Chełmno, Kuyavian-Pomeranian Voivodeship, ở phía bắc khu vực miền trung của Ba Lan.
Phía bắc làng Płutowo có Khu bảo tồn thiên nhiên Płutowo với tổng diện tích 17,96 hécta (44,4 mẫu Anh), khu bảo ồn được thành lập năm 1963 để bảo vệ hệ sinh thái quý hiếm dọc theo khe núi phía trên sông Vistula. Chiều dài của khe núi là 1,2 km và độ sâu của nó khoảng 57 mét từ đỉnh xuống đến mực nước.

## Chiến tranh Thế giới II
Vào mùa thu năm 1939 sau cuộc xâm lược Ba Lan, chính quyền chiếm đóng của Đức Quốc xã đã thiết lập một trại tập trung tạm thời ở Płutowo tại một trang viên từng thuộc sở hữu của gia đình von Alvensleben. Các tù nhân Ba Lan được đưa đến trại đến từ khu vực Ziemia chełmińska (vùng đất Chełmno). Hơn 200 nạn nhân đã bị sát hại tại một khu rừng gần đó bởi những kẻ hành quyết Volksdeutscher Selbstschutz của Đức, dọc theo con đường đến Szymborno.